# TV Concórdia
TV Concórdia (mais conhecida por sua sigla, TVC) é uma emissora de televisão brasileira sediada em Três Lagoas, cidade do estado do Mato Grosso do Sul. Opera nos canais 13 VHF analógico e 45 UHF digital e é afiliada à TV Cultura, sendo inaugurada em 1997.

## Sobre a TVC
Desde a sua inauguração, a então TV Concórdia retransmitia a programação da TV Cultura e exibia um único telejornal com as notícias da cidade e do Estado. Foi então que no dia 15 de maio de 2014 era anunciada uma renovação na estrutura da emissora, com nova sede, uma nova programação, novos equipamentos e a mudança do nome para a TVC, mantendo o C de Concórdia.
Fez testes de retransmissão do SBT MS por uns dias mas voltou para a TV Cultura, e a produção local saltou de 2 horas para quase 9 horas, com todas as produções feitas nos estúdios em Três Lagoas. O departamento de jornalismo cresceu, ganhando mais profissionais e mais agilidade e também uma parceria com a TVE MS para trazer notícias de todo o estado. Também ganhou novos programas de entretenimento, de forma inédita na emissora. E também com os novos equipamentos, foi a primeira emissora local da região leste do MS a ter toda a sua programação filmada em alta definição. Em maio de 2019, renovou seu pacote gráfico, inaugurando novos cenários e aumentando o tempo de jornalismo para 4 horas diárias.